# Rejon sieradzki
Rejon sieradzki – jeden z trzech rejonów duszpasterskich w rzymskokatolickiej diecezji włocławskiej. Został utworzony przez biskupa Henryka Muszyńskiego w 1990 r.

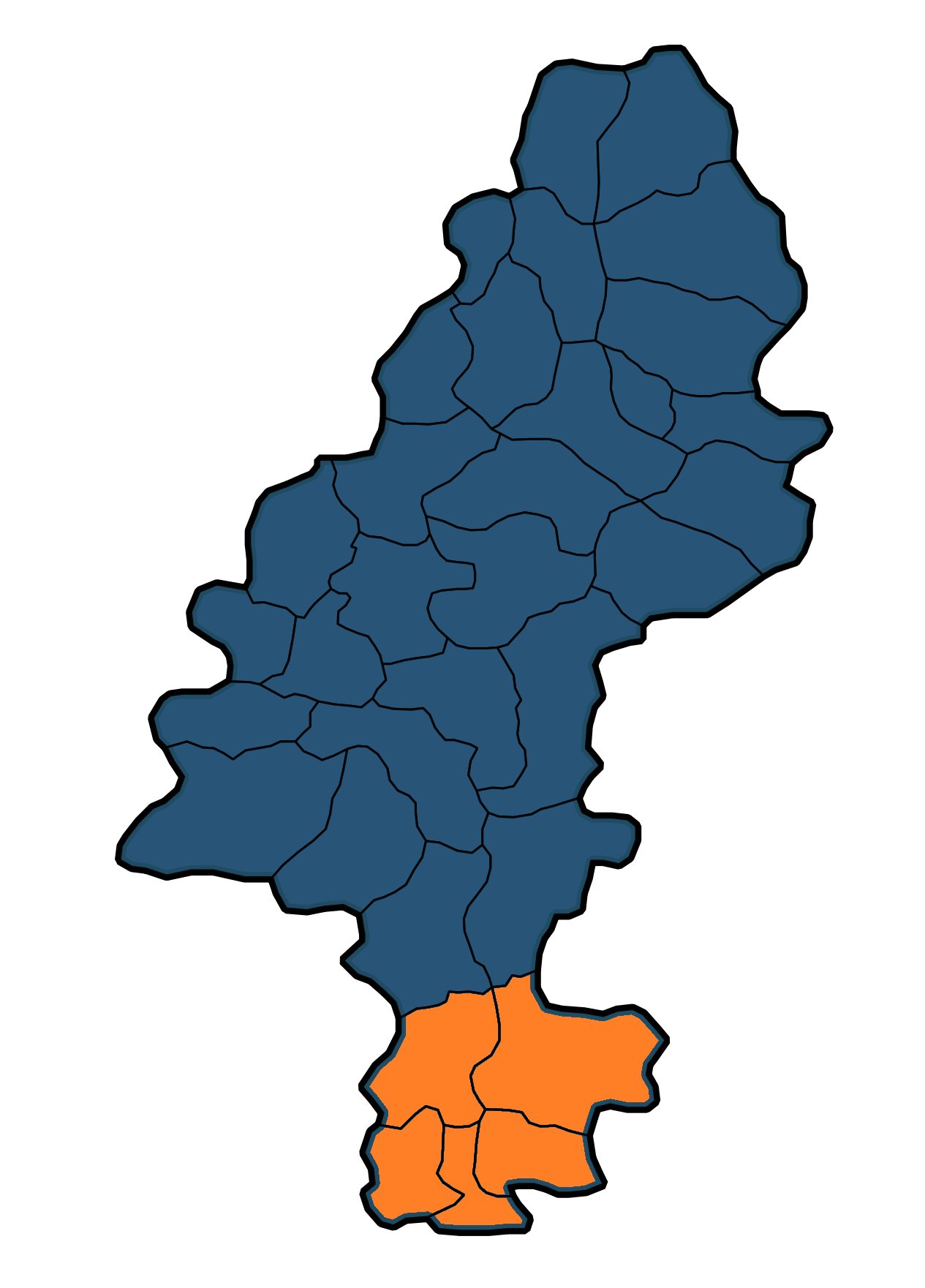
Rejon sieradzki na mapie diecezji włocławskiej

Do 25 marca 1992 r. rejon nosił nazwę kalisko-sieradzki i obejmował także dekanaty: błaszkowski z 9 parafiami, kaliski I z 11 parafiami, kaliski II z 7 parafiami, koźminkowski z 9 parafiami, stawiszyński z 10 parafiami i złoczewski z 10 parafiami, które zostały włączone do erygowanej wówczas diecezji kaliskiej.
Od 27 kwietnia 2021 r. urząd pozostaje nieobsadzony, co zostało potwierdzone 7 czerwca 2021 r. przez biskupa włocławskiego Krzysztofa Wętkowskiego.

## Wikariusze biskupi
- 1992–2009, ks. prałat Józef Nocny – proboszcz parafii Wniebowzięcia Najświętszej Maryi Panny w Zduńskiej Woli
- 2009–2021, ks. infułat Marian Bronikowski – proboszcz parafii Wszystkich Świętych w Sieradzu

## Dekanaty
W skład regionu wchodzi 5 dekanatów położonych w południowej części diecezji:
- dekanat sieradzki I
- dekanat sieradzki II
- dekanat szadkowski
- dekanat warcki
- dekanat zduńskowolski